# Livre de Judith

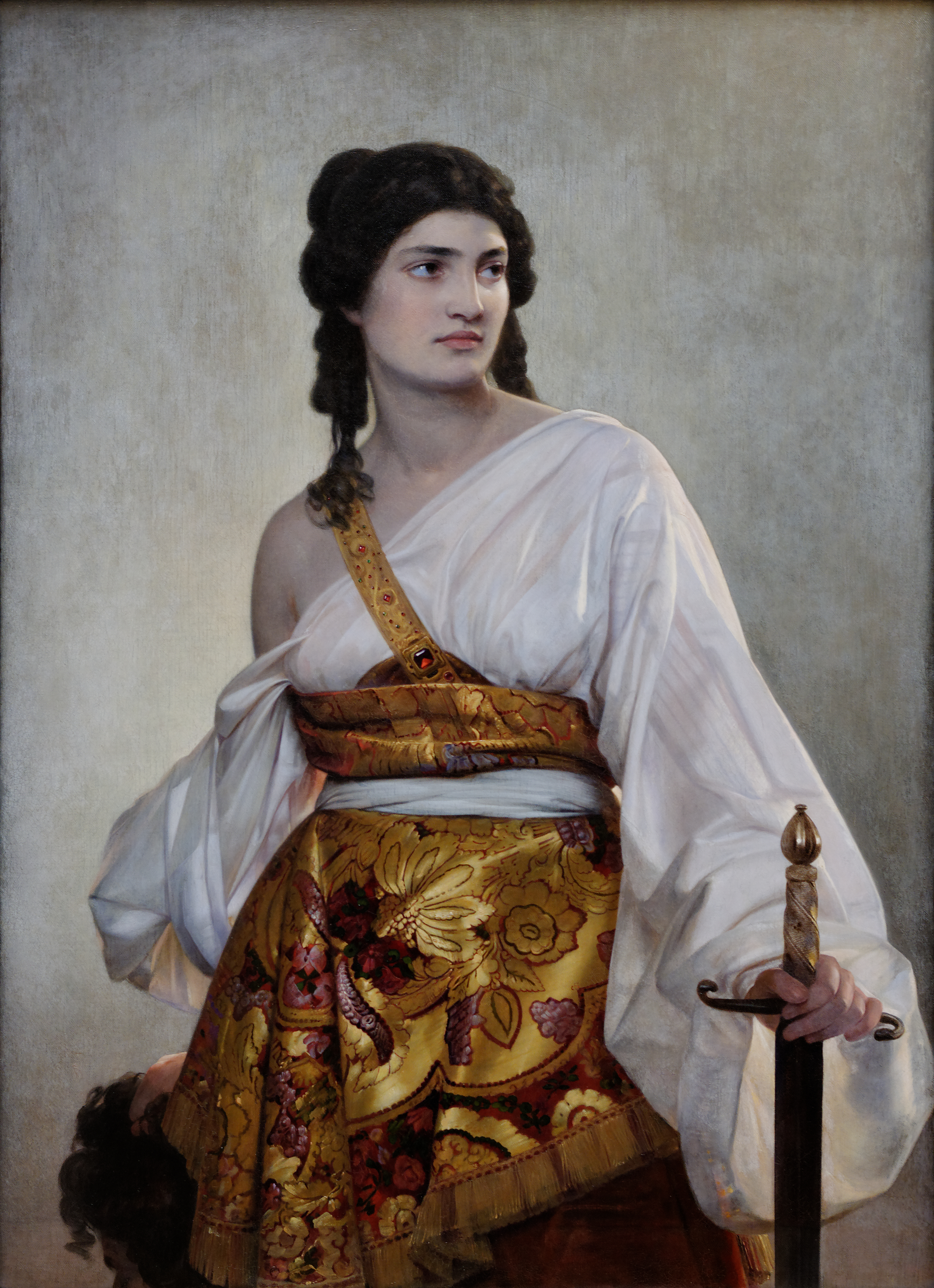
Judith.
Huile sur toile d'August Riedel, Munich, Neue Pinakothek, 1840.

Le Livre de Judith est un livre deutérocanonique de l'Ancien Testament de la Bible. Il relate comment la belle et jeune veuve Judith (יְהוּדִית ; Yehudit ; « Louée » ou « Juive », en grec : Ιουδίθ) écarte la menace d’une invasion babylonienne en décapitant le général ennemi Holopherne, et restaure du même coup la foi du peuple juif en la puissance salvatrice de son Dieu. Contenant des incohérences historiques et géographiques, ce texte est généralement considéré par les protestants comme un roman pieux et patriotique, mais l’Église catholique et l'Église orthodoxe qui l’ont admis dans le canon lui attribuent plus de valeur historique que le courant protestant.
Il en existe trois versions en grec dans lesquelles on distingue la trace linguistique de l’original hébreu, plusieurs versions latines dont celle de la Vulgate — « hâtivement traduite » de l’araméen selon l’aveu de saint Jérôme — et plusieurs versions tardives en hébreu, dont une dans laquelle l’ennemi est séleucide et non assyrien.
Sa date de rédaction est en général située au IIe siècle av. J.-C.. Il ferait partie des textes inspirés par la révolte des Maccabées.

## Intrigue
L’intrigue raconte que Nabuchodonosor, empereur babylonien, vainc les Mèdes et envoie dans sa 12e année de règne le général Holopherne en campagne de conquête vers l’ouest. Pour cela, Nabuchodonosor le met à la tête d'une armée immense. Holopherne avance avec succès, détruisant sur son passage les sanctuaires locaux et exigeant que Nabuchodonosor soit honoré comme un dieu. L’armée assyrienne arrive finalement à une passe aux portes d'Israël et fait le siège d’une ville nommée Béthulie, située de l’autre côté, bien qu'Achior, le chef des Ammonites, les ait prévenus que le Dieu d'Israël donnera la victoire aux siens s'ils ne fautent pas. Or, à bout de ressources, les Béthuliens désespèrent et sont pour cela tancés par la veuve Judith, une descendante de Siméon, qui leur reproche leur peu de foi. Elle décide de se rendre accompagnée d’une servante au camp d’Holopherne en lui faisant croire qu’elle lui apporte de précieuses informations sur les Juifs. Impressionné par sa beauté, celui-ci accepte de l’écouter et l’invite à un festin, puis dans sa tente où elle profite de son ivresse pour le décapiter. Elle revient avec la tête d’Holopherne à Bethulia où son succès galvanise les habitants. Ils attaquent et mettent en déroute les Assyriens affaiblis par la perte de leur général.

## Fiction historique

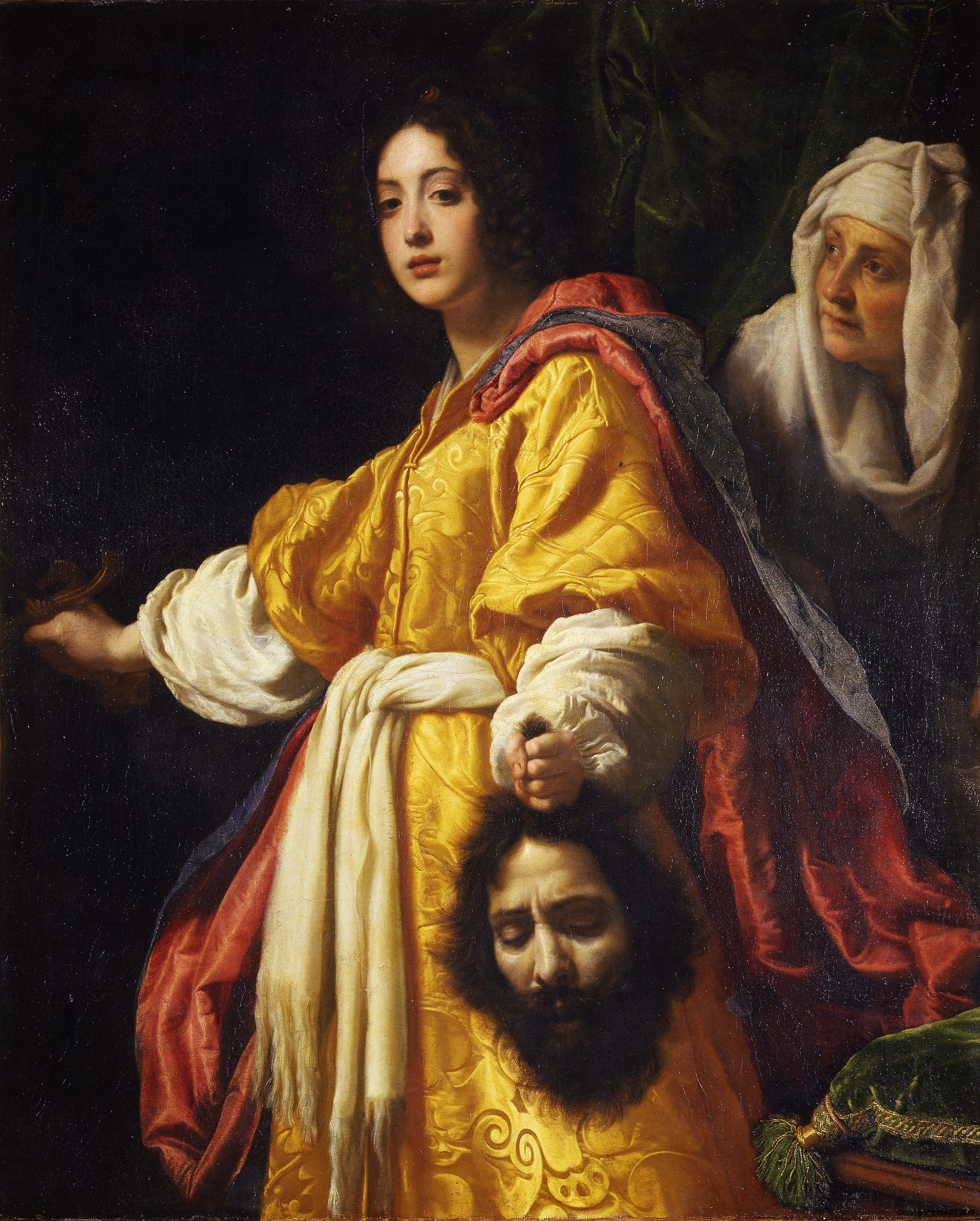
Judith tenant la tête d’Holopherne, Cristofano Allori, 1613 (Royal Collection, Londres).

Le Livre de Judith est généralement considéré comme une fiction, mais l’Église catholique en propose une lecture plus historique dans laquelle Judith aurait réellement existé, même si son histoire a été réécrite en empruntant des éléments à différentes époques.
Le texte basé sur un original en hébreu abonde en détails incompatibles avec l’histoire juive traditionnelle, ce que certains interprètent comme la preuve qu’il fut d'emblée présenté comme une fiction. Le Nabuchodonosor roi de Ninive du Livre de Judith ne correspond vraiment à aucun de ses homonymes connus de l’histoire, en particulier le roi de Babylone (r. 605 – 562 av. J.-C.) qui soumit Jérusalem. Son désir d’être honoré comme un Dieu n’est attesté historiquement que pour les souverains séleucides. Le nom de Judith, féminin de Juda, peut se comprendre comme « la Juive », interprétation qui irait dans le sens d’une nature symbolique et non historique du personnage. Néanmoins, l’Église pointe l’existence d’une généalogie détaillée – bien que variant selon les versions – de l’héroïne comme indiquant l’existence d’une Judith historique. Les détails sans intérêt littéraire concernant les circonstances de la mort de son mari, reproduits dans différentes versions, pourraient également être d'authentiques éléments biographiques. Bethulia semble être une ville fictive, bien que Shechem ait pu être proposée comme modèle pour sa description. Par ailleurs, le nom de Béthulia ressemble au mot hébreu « vierge », et il existe une version tardive en hébreu qui fait de Judith, non une veuve de Bethulia, mais une vierge de Jérusalem aux prises avec un roi séleucide au lieu d’un roi assyrien. Bien que beaucoup pensent qu’il s’agit d’une réinterprétation de l’histoire d’origine, certains supposent au contraire que cette version historiquement plus vraisemblable conserve la forme authentique et que la transformation de Bethulia « vierge » en nom de ville est une invention ultérieure.
Des équivalences entre des personnages du livre de Judith et des figures historiques ont été mises en évidence, notamment par S. Zeitlin. Le roi Nabuchodonosor pourrait être la transposition littéraire du souverain séleucide Antiochos IV, qui persécuta les Juifs et provoqua la révolte des Maccabées. Holopherne pourrait correspondre à l'officier séleucide Nikanor dont Judas Maccabée trancha la tête, selon l'auteur du deuxième livre des Maccabées, comme le rappelle Christian-Georges Schwentzel. Judith remet la tête d'Holopherne aux habitants de Béthulie qui l'accrochent à leur muraille, tandis que Judas Maccabée suspend la tête de Nikanor à l'enceinte de la citadelle de Jérusalem. Selon Schwentzel, « l'auteur (du livre de Judith) propose à son lecteur une sorte de jeu de décryptage de la réalité historique sous la fiction littéraire ». Mais, Marie-Françoise Baslez rapproche aussi la figure d'Holopherne de celle d'un autre général séleucide, Lysias.

## Description biblique

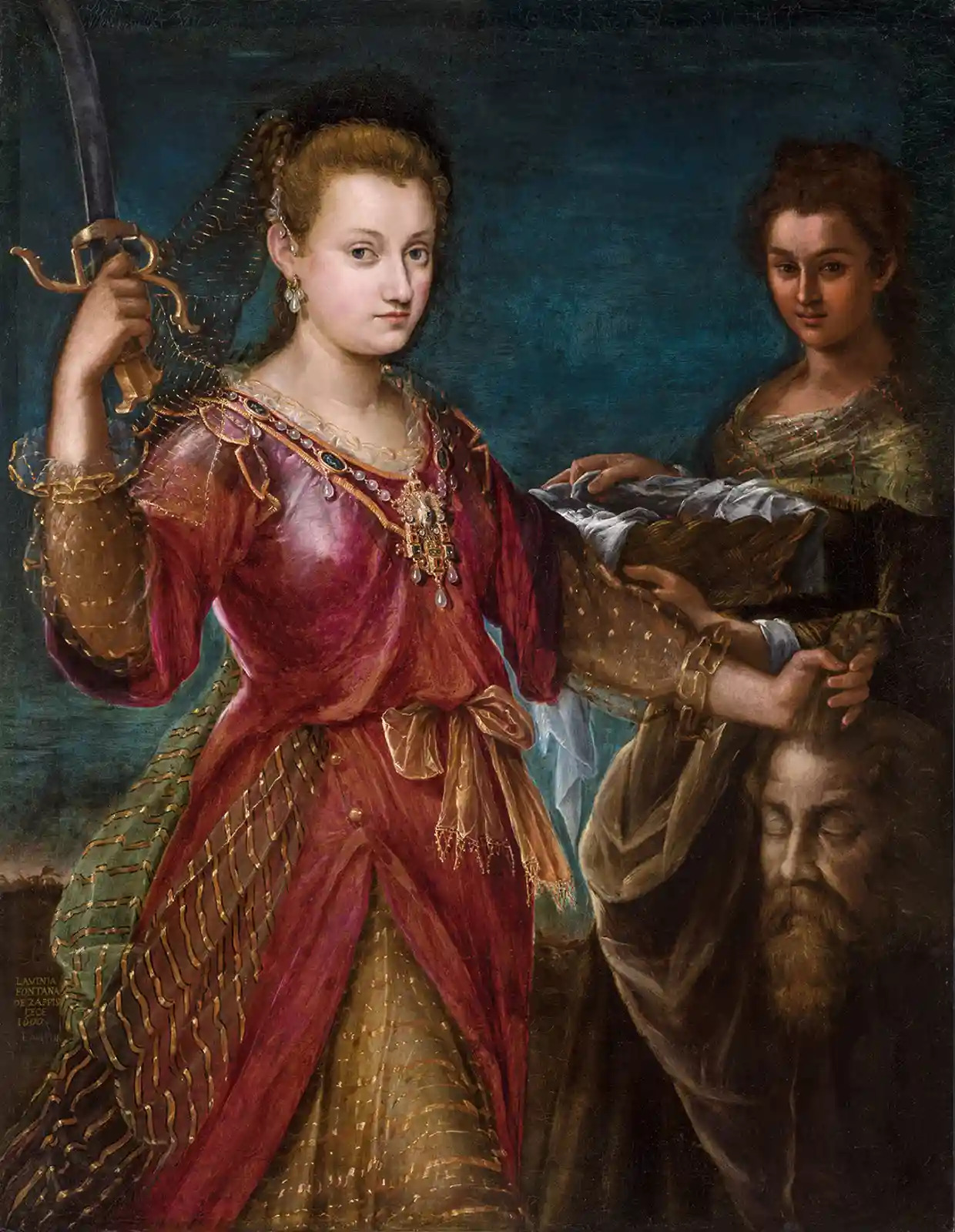
Judith avec la tête d'Holopherne, par Lavinia Fontana vers 1595-1600.

Pendant la 18e année de règne de Nabuchodonosor II, la Judée est conquise par Holopherne, le général en chef de Nabuchodonosor II, désireux d'annexer à son empire les pays voisins et de se faire adorer comme le seul Dieu 

« Mais il n'en dévasta pas moins leurs sanctuaires et coupa leurs arbres sacrés, conformément à la mission reçue d'exterminer tous les dieux indigènes pour obliger les peuples à ne plus adorer que le seul Nabuchodonosor et forcer toute langue et toute race à l'invoquer comme dieu. »

— Judith 3.8
Holopherne et ses hommes assiègent bientôt Béthulie, une place forte située sur une montagne de Judée et s'emparent de la source qui ravitaille en eau la ville, un stratagème afin d'obliger la population à se livrer aux envahisseurs

« Durant trente quatre jours l'armée assyrienne, fantassins, chars et cavaliers, les tint encerclés. Les habitants de Béthulie virent se vider toutes les jarres d'eau et les citernes s'épuiser. On ne pouvait plus boire à sa soif un seul jour, car l'eau était rationnée. Les enfants s'affolaient, les femmes et les adolescents défaillaient de soif. Ils tombaient dans les rues et aux issues des portes de la ville, sans force aucune. »

— Judith 7.20-22
Épuisés et résignés, tous les habitants se réunissent autour d'Ozias, le prince de la cité ; ils décident de prier leur Seigneur Dieu durant cinq jours à l'issue desquels ils se livreront aux Assyriens si aucun secours ne leur parvient.
C'est dans ce contexte qu'intervient l'action de Judith, jeune et belle femme d'une grande sagesse et très pieuse depuis son veuvage survenu trois ans auparavant. Elle rencontre Ozias et d'anciens chefs de la ville, leur fait part d'un plan, sans en dévoiler la nature, afin de sauver son peuple

« Écoutez-moi bien. Je vais accomplir une action dont le souvenir se transmettra aux enfants de notre race d'âge en âge. Vous, trouvez-vous cette nuit à la porte de la ville. Moi, je sortirai avec ma servante et, avant la date où vous aviez pensé livrer la ville à nos ennemis, par mon entremise le Seigneur visitera Israël. Quant à vous, ne cherchez pas à connaître ce que je vais faire. Je ne vous le dirai pas avant de l'avoir exécuté. »

— Judith 8.32-34
Parée de ses plus beaux atours, 

« [...] elle se fit aussi belle que possible pour séduire les regards de tous les hommes qui la verraient. »

— Judith 10.4
Judith parvient au camp d'Holopherne ; elle précise au général son plan, d'inspiration divine, destiné à lui livrer les Hébreux. Séduit et convaincu par la sagesse de ses paroles, Holopherne la laisse agir en toute liberté, lui permettant même, chaque soir, de sortir du camp pour aller adorer son Dieu

« [...] Moi, ta servante, je sortirai de nuit dans le ravin et j'y prierai Dieu afin qu'il me fasse savoir quand ils auront consommé leur faute. »

— Judith 11.17
Le quatrième soir, Holopherne donne un grand banquet, où sont invités ses officiers et Judith, qui a su gagner sa confiance. À la fin du repas, Judith 

« fut laissée seule dans la tente avec Holopherne effondré sur son lit, noyé dans le vin. »

— Judith 13.2
C'est le moment idéal pour mettre en œuvre son plan ; elle invoque le Seigneur en silence, puis

« Elle s'avança alors vers la traverse du lit proche de la tête d'Holopherne, en détacha son cimeterre, puis s'approchant de la couche elle saisit la chevelure de l'homme et dit : Rends-moi forte en ce jour, Seigneur, Dieu d'Israël!. Par deux fois elle le frappa au cou, de toute sa force, et détacha sa tête. Elle fit ensuite rouler le corps loin du lit et enleva la draperie des colonnes. Peu après, elle sortit et donna la tête d'Holopherne à sa servante qui la mit dans la besace à vivres, et toutes deux sortirent du camp, comme elles avaient coutume de le faire pour aller prier. Une fois le camp traversé, elles contournèrent le ravin, gravirent la pente de Béthulie et parvinrent aux portes. »

— Judith 13.6-10

## Composition littéraire
Le Livre de Judith est d'un point de vue littéraire l'un des meilleurs exemples de la littérature poétique de l'époque du Second Temple de Jérusalem. Il est rédigé en prose et comprend seize chapitres. Il intègre aussi deux compositions poétiques : la prière de Judith avant d'entrer dans le camp d'Holopherne (chapitre 9) et la prière de louange du peuple d'Israël après la fuite de l'ennemi (chapitre 16).

## Sources et commentaires
Le Livre de Judith est un livre deutérocanonique qui fait partie de la Septante et entre donc dans les canons de l'Ancien Testament selon l'Église latine et les Églises orientales (orthodoxes, coptes, etc.)
Saint Jérôme traduisant la Bible en latin (la Vulgate) a inclus le Livre de Judith expliquant que le concile de Nicée (325) avait voulu le considérer comme partie de l'Écriture Sainte. Cependant, il ne reste pas de sources écrites de discussions ayant trait au Livre de Judith pendant ce concile; il s'agirait alors d'un point de vue de transmission. Les Pères de l'Église ont considéré ce livre comme canonique et l'apôtre Paul cite des passages dans la Première épître aux Corinthiens qui se rapportent à Judith (Judith 8:14 - 2 Cor. 2:10 et Judith 8:25 - 1 Cor. 10:10). Des textes de saint Clément de Rome, de saint Clément d'Alexandrie, de Tertullien, de saint Ambroise et de saint Augustin (et de l'Église d'Afrique) considèrent le Livre de Judith comme canonique.
Les premiers commentaires les plus approfondis du Livre de Judith sont le fait du moine bénédictin Raban Maur au IXe siècle.
Texte grec. Le texte est conservé en grec dans la Septante, il n'existe pas d'original en hébreu ou en araméen. Il existe trois sources en grec avec des traces de tournures sémitiques hébraïsantes. La plus importante est dans le Codex Vaticanus, suivi du Codex Alexandrinus, et du Codex Sinaiticus.
Texte latin. Le texte grec a d'abord été traduit en araméen (mais cette version a été perdue) et a servi à la traduction élaborée par saint Jérôme. La version grecque en 84 versets est plus longue que la version latine. Jérôme raconte qu'il l'a travaillée en une seule nuit  et trop rapidement (magis sensum e sensu, quam ex verbo verbum transferens) et qu'il s'est appuyé sur la version « chaldéenne » (araméenne) pour mieux comprendre.
Exemple de différence (Septante 2:27)
- Version grecque: καὶ κατέβη εἰς πεδίον Δαμασκοῦ ἐν ἡμέραις θερισμοῦ πυρῶν καὶ ἐνέπρησε πάντας τοὺς ἀγροὺς αὐτῶν καὶ τὰ ποίμνια καὶ τὰ βουκόλια ἔδωκεν εἰς ἀφανισμὸν καὶ τὰς πόλεις αὐτῶν ἐσκύλευσε καὶ τὰ παιδία αὐτῶν ἐξελίκμησε καὶ ἐπάταξε πάντας τοὺς νεανίσκους αὐτῶν ἐν στόματι ρομφαίας
- Version latine: et post haec descendit in campos Damasci in diebus messis et succendit omnia sata omnesque arbores ac vineas fecit incidi

## Influence artistique et littéraire
L’histoire de Judith est un thème souvent traité dans le vitrail médiéval et en peinture à partir de la Renaissance. Nombre de peintres y ont puisé un symbole de la femme libératrice, ou castratrice, selon le point de vue. On peut rapprocher ce thème de celui de la lutte de David contre Goliath qui a connu un succès comparable. Parmi les œuvres les plus célèbres, on compte des tableaux de Botticelli, Lucas Cranach, Artemisia Gentileschi et Klimt. Dans la peinture européenne, Judith constitue une sorte de double positif de Salomé, autre femme belle et castratrice qui décapita Jean le Baptiste.
Le tableau du Caravage (1571-1610) représentant Judith  en train de trancher la tête d’Holopherne aurait été découvert en avril 2014 dans un grenier près de Toulouse. La France l’a classé trésor national avec interdiction de sortir de France jusqu’en novembre 2018.  

### Iconographie

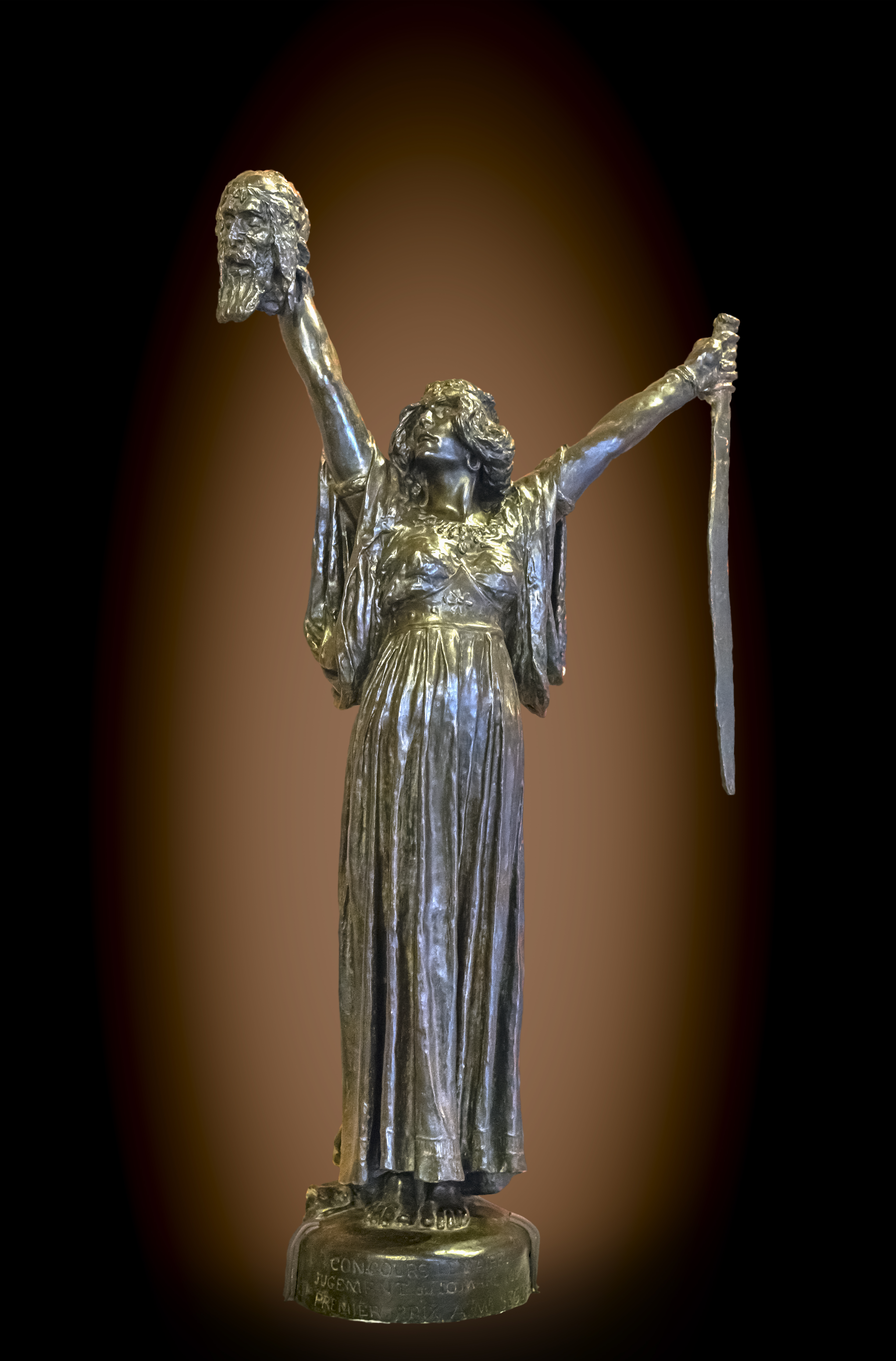
Judith et la tête d'Holopherne 1896 - Victor Ségoffin.

- Donatello, Judith et Holopherne, 1455-60, bronze, Palazzo Vecchio, Florence.
- Sandro Botticelli, 
  - Le Retour de Judith à Béthulie, vers 1470, Galerie des Offices, Florence.
  - La Découverte du cadavre d'Holopherne, vers 1470, Galerie des Offices, Florence.
  - Judith quittant la tente d'Holopherne, 1495-1500, Rijksmuseum, Amsterdam.
- Andrea Mantegna, Judith saisissant la tête d'Holopherne, 1495, National Gallery of Art, Washington.  (voir)
- Giorgione, Judith, vers 1504, musée de l'Ermitage, Saint-Pétersbourg.
- Lucas Cranach l'Ancien, Judith avec la tête d'Holopherne, vers 1530, Kunsthistorisches Museum, Vienne.  (voir)
- Lucas Cranach l'Ancien, Judith avec la tête d'Holopherne, 1527-1537, musée d'Art de Ponce, Ponce.
- Le Titien, Judith, 1565, (112 × 96 cm), Detroit Institute of Art
- Giuseppe Cesari, Judith avec la tête d'Holopherne, 1605-10, Berkeley Art Museum, université de Californie.
- Giovanni Baglione, Judith avec la tête d'Holopherne, 1608, Galerie Borghèse, Rome.
- Artemisia Gentileschi, Judith décapitant Holopherne, 1612-1621[réf. nécessaire], Galerie des Offices, Florence.  (voir)
- Cristofano Allori, Judith avec la tête d'Holopherne, 1613, Royal Collection, Windsor.  (voir)
- Pierre Paul Rubens, Judith avec la tête d'Holopherne, vers 1616-1618, musée Herzog Anton Ulrich, Brunswick.
- Valentin de Boulogne, Judith et Holopherne, vers 1626, musée national des beaux-arts de Malte (en), La Valette.
- Francesco Furini, Judith et Holopherne , 1636, Galerie nationale d'art ancien, Rome.
- Le Caravage, Judith décapitant Holopherne (vers 1598), huile sur toile, 145 × 195 cm - Galerie nationale d'art ancien, Rome (voir)
- Giulia Lama, Judith et Holopherne, vers 1730, Gallerie dell'Accademia, Venise.
- Horace Vernet, Judith et Holopherne, Pau, 1829
- Victor Ségoffin, Judith et la tête d'Holopherne 1896 - Musée des Augustins de Toulouse
- Paul Quinsac, Judith
- Gustav Klimt
  - Judith I, 1902, Österreichische Galerie, Vienne, (voir)
  - Judith II ou Salomé, 1909, Galleria d'Arte Moderna, Venise, (voir)

### Œuvres littéraires et théâtrales
- un texte en vieil anglais (la datation varie du VIIe au IXe siècle) : Judith
- La Judith de Guillaume du Bartas (1574)
- Celinde, une pièce de théâtre de Balthazar Baro (1629)
- une pièce d'Abraham Goldfaden
- Holopherne est aussi le nom d'un personnage  shakespearien de la pièce Peines d'amour perdues
- Holopherne apparaît aussi dans le Purgatoire de Dante
- une pièce de théâtre du dramaturge anglais Howard Barker : Judith ou le corps séparé (1995)
- à Michel Leiris, ainsi qu'il l'explique dans L'Âge d'homme, une partie de son œuvre autobiographique
- Judith de Jean Giraudoux (1931)

### Musique
- Cantique de Judith à 3 voix de Henry Dumont
- La Giuditta (à 3 voix) et La Giuditta (à 5 voix) deux oratorios d'Alessandro Scarlatti (1690 et 1693)
- Judith sive Bethulia liberata, H.391, Histoire sacrée de Marc-Antoine Charpentier pour solistes, chœur, 2 flûtes, cordes, et basse continue, 1675
- Judith, cantate de Sébastien de Brossard
- Judith, cantate spirituelle d'Élisabeth Jacquet de La Guerre, EJG 30 (1708)
- Juditha triumphans est un oratorio militaire d'Antonio Vivaldi

- Judith est le prénom de l'épouse de Barbe-Bleue dans l'opéra de Béla Bartók Le Château de Barbe-Bleue
- Judith, opéra russe d'Alexandre Serov (1863)
- Giuditta est l'héroïne de Betulia liberata (Béthulie libérée), K.118 (74c), oratorio de Wolfgang Amadeus Mozart.
- Judith, musique de scène de Arthur Honegger H 57 A 1925
- Judith, Opéra de Arthur Honegger H 57 B 1925 (créé le 13 février 1926 à l'Opéra de Mont Carlo)
- Judith, Oratorio de Arthur Honegger H 57 C 1927
- Judith est une chanson écrite et composée par Serge Gainsbourg en 1959
- Judith-Symphonie, et une œuvre pour mezzo et orchestre de Jean Guillou (1970. op. 21. Schott-Music)
- Judith,opéra de Jacob Pavlovitch Adler

### Au cinéma
- 1909 : Judith et Holopherne de Louis Feuillade ;
- 1914 : Judith de Béthulie (Judith of Bethulia) de David W. Griffith ;
- 1920 : Giuditta e Oloferne d'Aldo Molinari ;
- 1959 : Judith et Holopherne (Giuditta e Oloferne) de Fernando Cerchio

### Art contemporain
- Judith est une des 39 convives référencées dans l'œuvre d’art contemporain The Dinner Party (1979) de Judy Chicago[14].

### Galerie

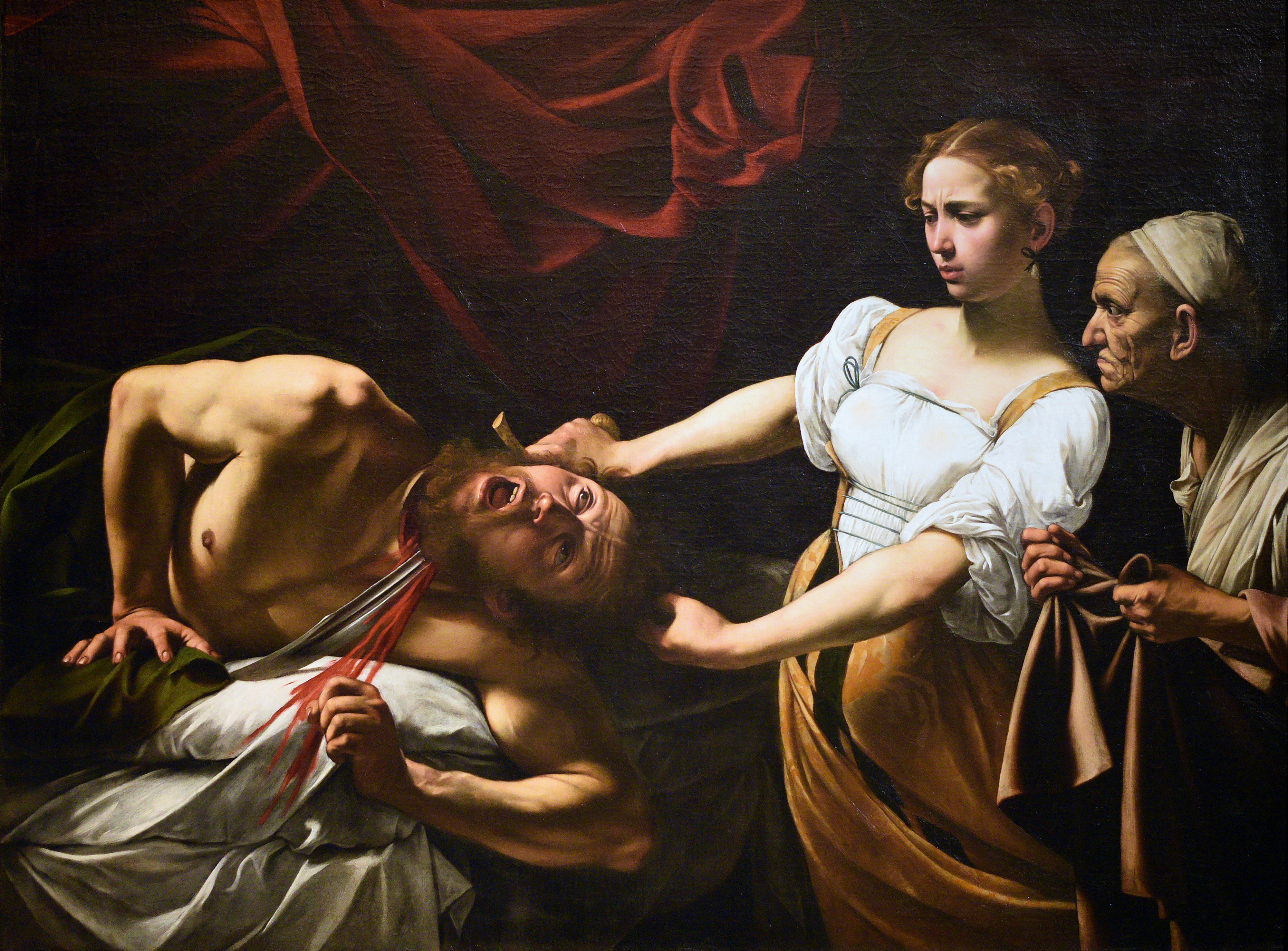
Le Caravage Judith décapitant Holopherne.
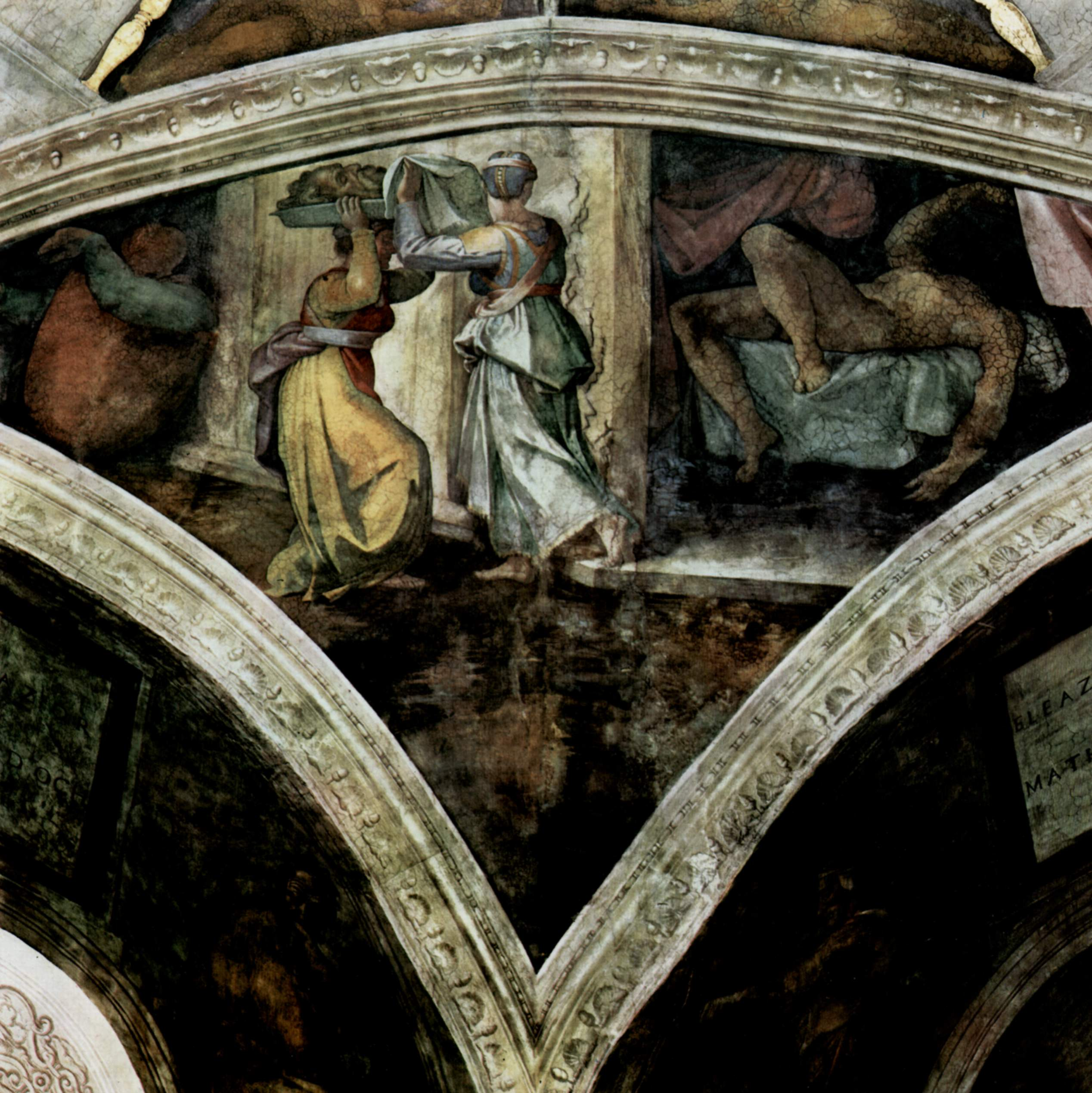
Michel-Ange Judith emportant la tête d'Holopherne.
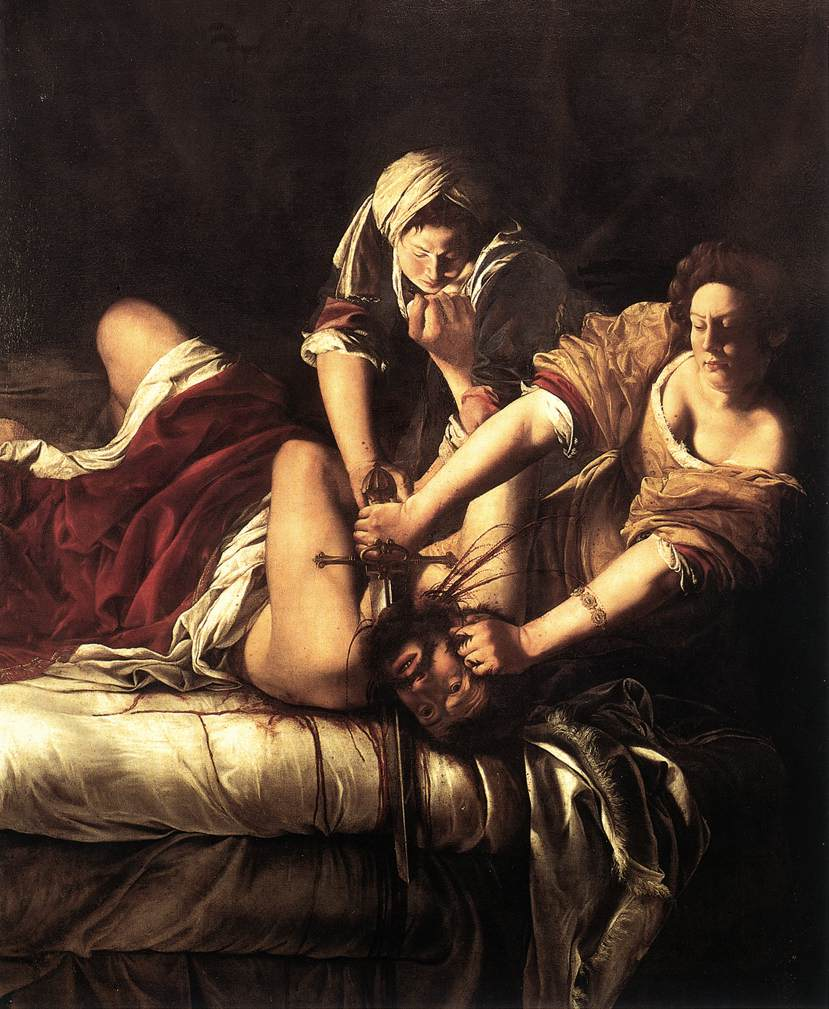
Artemisia Gentileschi Judith décapitant Holopherne.
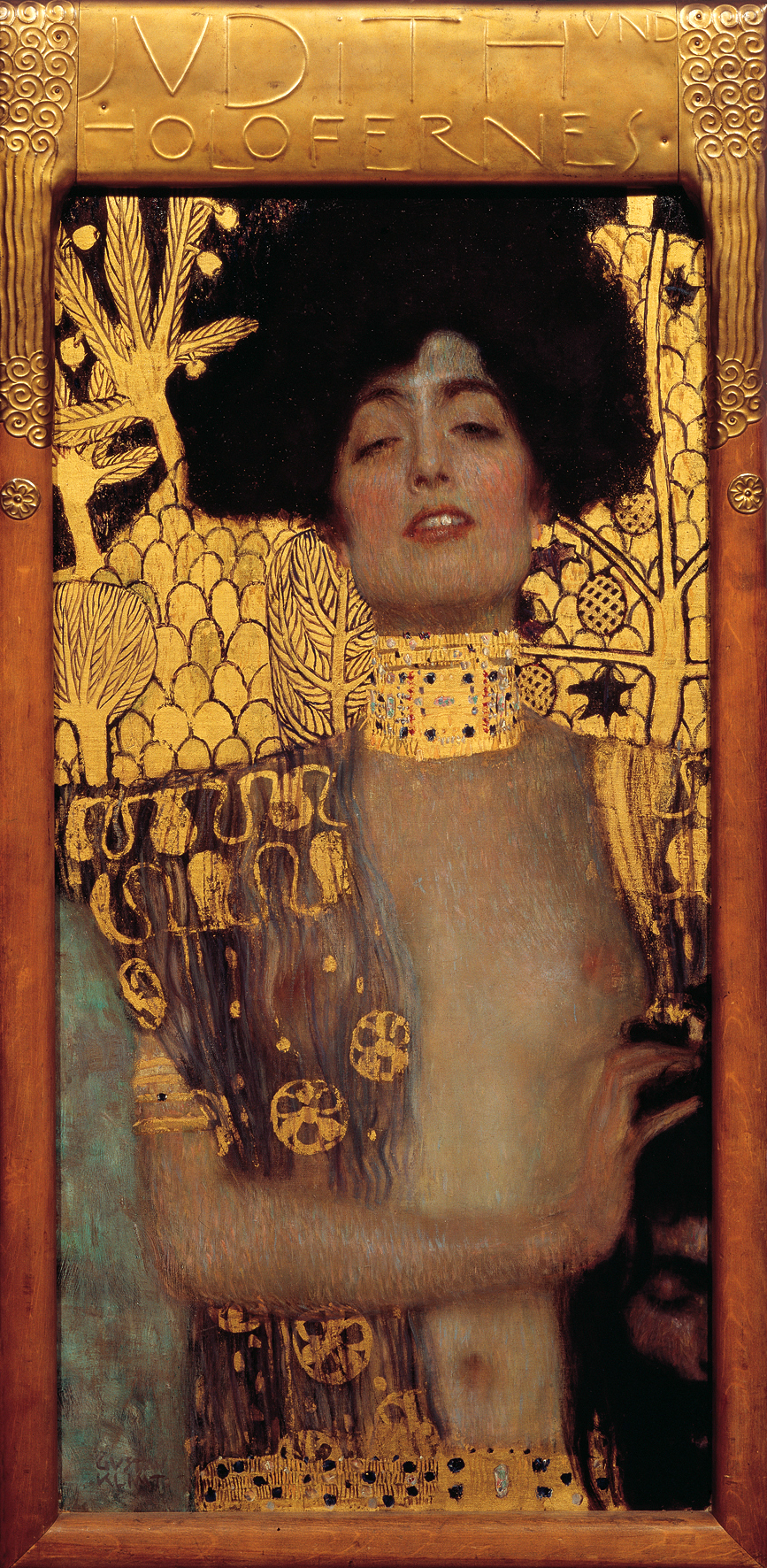
Gustav Klimt Judith I.